# Goldalgen
Die Einteilung der Lebewesen in Systematiken ist kontinuierlicher Gegenstand der Forschung. So existieren neben- und nacheinander verschiedene systematische Klassifikationen. 
Das hier behandelte Taxon ist durch neue Forschungen obsolet geworden oder ist aus anderen Gründen nicht Teil der in der deutschsprachigen Wikipedia dargestellten Systematik.

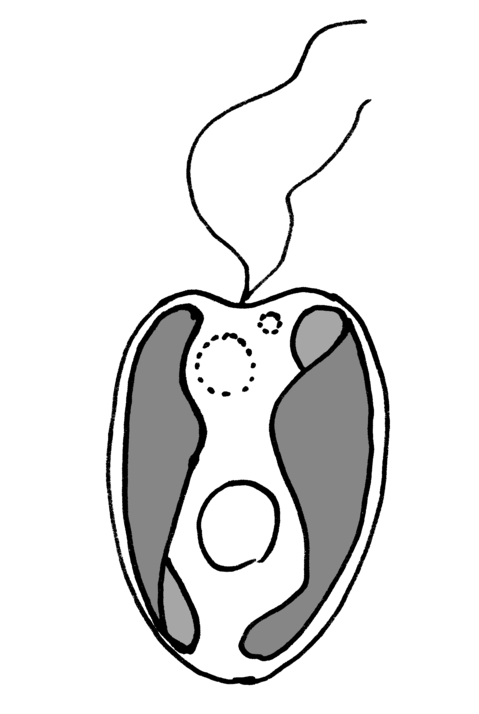
Zeichnung von Ochromonas sp.

Die Goldalgen (Chrysophyta) sind in manchen systematischen Gliederungen eine Abteilung innerhalb des Reichs der Protisten (Protista), sie werden dem Unterreich der Stramenopilen (Stramenopila) zugeordnet. Der taxonomische Rang der Goldalgen ist jedoch nicht allgemein anerkannt. Die hier eingeordneten Gruppen Goldbraune Algen (Chrysophyceae), Kieselalgen (Bacillariophyceae) und Goldgrüne Algen werden als eigene Gruppen innerhalb der Stramenopile geführt.

## Kennzeichen
Die Merkmale der Goldalgen sind vor allem elektronenmikroskopischer Natur. So ist allen Arten eine Falte des Endoplasmatischen Retikulums, die die Plastiden umgibt, gemein. Ein weiteres Merkmal ist die Anordnung der Thylakoide in Dreierstapeln.
Die meisten Arten sind monadale Einzeller ohne Zellwand, manche davon sind auch in Kolonien zusammengefasst. In der Abteilung kommen fast alle morphologischen Organisationsstufen außer parenchymatische Thalli vor. Selten sind amöboide (Rhizochysis), capsale (Chrysocapsa), kokkale (Chrysosphaera), trichale (Phaeothamnion) Formen oder Gewebethalli (Thallochrysis). Die meisten Arten verfügen über die für die Stramenopilen typische heterokonte Begeißelung. Sie haben eine lange Zuggeißel und eine kürzere Schleppgeißel. Die Zuggeißel ist nach vorn gerichtet und mit zwei Reihen von steifen Seitenhaaren, den Mastigonemen besetzt.

Strukturformel von Fucoxanthin, das den Goldalgen ihre typische Färbung verleiht.

Goldalgen besitzen in der Regel zwei Chloroplasten mit den Chlorophyllen a und c sowie mengenmäßig überwiegend den Carotinen α- und β-Carotin, welche die grüne Chlorophyllfarbe überdecken. Viele Arten bilden den Farbstoff Fucoxanthin, ein Xanthophyll, der den Plastiden eine goldbraune bis braune Farbe verleiht. Weitere Xanthophylle, die bei den Goldalgen vorkommen, sind Diatoxanthin, Diadinoxanthin und Neoxanthin. Bei einigen Arten findet man auch Zeaxanthin, Antheraxanthin, Violaxanthin und α-Cryptoxanthin.
Die Mehrzahl der Goldalgen sind zellwandlos. Allerdings bilden einige Arten (zum Beispiel in der Gattung Dinobryon) ein cellulosehaltiges Gehäuse. Einige Goldalgen sind auf ihrer Zelloberfläche von feinstrukturierten Kieselschuppen bedeckt (Gattungen Synura und Mallomonas). Diese Schuppen werden in Vesikeln nahe dem Chloroplasten gebildet und in fertiger Form auf der Zelloberfläche abgelagert. Auch ein inneres Kieselgehäuse ist bei einigen Arten (zum Beispiel in der Gattung Dictyocha) vorhanden.
Ein weiteres typisches Merkmal ist der Augenfleck (Stigma). Er befindet sich innerhalb des Chloroplasten unter einer verdickten Plasmaschicht an dem Beginn der Schleppgeißel, der Geißelschwellung. Es handelt sich um kleine Tröpfchen von Lipiden mit rot gefärbten Carotinoiden. Des Weiteren befindet sich direkt an der Geißelschwellung ein Photorezeptor. Je nach Einfall des Lichtes wirft der Augenfleck einen Schatten auf diesen Rezeptor. Dadurch ist der Zelle die Wahrnehmung der Richtung des Lichteinfalls ermöglicht (Phototaxie). Die Goldalgen reagieren auf eine schwache Lichtquelle positiv phototaktisch, das heißt, sie bewegen sich darauf zu. Auf eine starke Lichtquelle reagieren sie negativ phototaktisch.

## Lebensweise und Vorkommen
Bei den Goldalgen lassen sich verschiedene Ernährungsweisen feststellen. Die meisten Goldalgen sind photoautotroph und besitzen ein bis zwei Chloroplasten. Zahlreiche Goldalgen sind mixotroph. Sie können sowohl organischen Kohlenstoff in gelöster Form als auch anorganischen Kohlenstoff durch Photosynthese nutzen. So kann beispielsweise die Art Ochromonas granularis völlig ohne Licht in einer Saccharoselösung leben.
Es gibt auch Arten die phagotroph leben. Sie nehmen Kohlenstoff und andere organische Stoffe in Form von größeren Partikeln bis zu kleinen lebenden Bakterien aktiv mit Hilfe von Pseudopodien auf und können ebenfalls ohne Photosynthese auskommen. Andere Arten ernähren sich vollständig heterotroph und besitzen keine Chloroplasten, so dass keine Photosynthese möglich ist.
Das typische Reserveprodukt der Goldalgen ist Chrysolaminarin, ein 1,3-β-verknüpftes Glukan (Polysaccharid). Oft dienen auch in Vakuolen gespeicherte Fetttröpfchen als Reservesubstanz.
Goldalgen kommen hauptsächlich in Süßwasser (besonders in hellem und kühlem Wasser), seltener in Brack- oder Salzwasser vor. In den Ozeanen spielen sie wahrscheinlich eine wichtige Rolle als Primärproduzenten des Nanoplanktons. Auch in dem Nahrungswettbewerb in Seen sind die phagotrophen Goldalgen, da sie Bakterien als Nahrungsquelle nutzen können, von großer Bedeutung.

## Vermehrung und Überdauerungsstadien
Goldalgen vermehren sich hauptsächlich ungeschlechtlich durch Zellteilung. Nur bei wenigen Arten wurde geschlechtliche Fortpflanzung in Form von Isogamie beobachtet.
Viele Arten bilden Dauerstadien (Zysten), um ungünstige Lebensbedingungen zu überdauern. Es handelt sich um endogene Cysten, deren Wände aus Kieselsäure bestehen. Endogene Cysten werden innerhalb der Zelle durch ein mit Kieselsäure gefülltes Vesikel gebildet, welches sich unter dem Plasmalemma anlagert. Wenn die Cystenbildung abgeschlossen ist, wird das nun außenliegende Plasma abgebaut. Bei verbesserten Umweltbedingungen wird die Alge wieder freigesetzt. Die Cysten haben eine für die Goldalgen typische Form und können gut als Fossilien erhalten bleiben.

## Systematik
Zu den Goldalgen werden folgende Gruppen gezählt:
- Goldbraune Algen (Chrysophyceae)
- Kieselalgen (Bacillariophyceae)
- Goldgrüne Algen (Xanthophyceae)

Nach der Systematik von Adl et al. (2005) werden diese Gruppen jedoch direkt in die Stramenopile eingeordnet, die Chrysophyta gibt es in dieser Systematik nicht.
Gelegentlich werden auch Arten der Gattung Prymnesium (wie P. parvum) wegen ihrer Färbung als Goldalgen bezeichnet. Diesen besitzen als Haptophyten aber neben den Geißeln ein weiteres Anhängesl (Haptonema), das bei den genannten drei Goldalgen-Gruppen nicht vorkommt.